# Die Hasenfalle
Die Hasenfalle (Originaltitel: A Wild Hare) ist ein US-amerikanischer animierter Kurzfilm von Tex Avery aus dem Jahr 1940. Es war der erste offizielle Trickfilmauftritt von Bugs Bunny.

## Handlung
Elmer Fudd geht auf Hasenjagd. Er stößt auf eine Hasenspur und folgt ihr bis zu einem Hasenloch, platziert eine Möhre davor und ist erstaunt, als eine Hand aus dem Loch kommt, die Möhre ertastet und samt Möhre blitzschnell wieder im Hasenloch verschwindet. Während Elmer Fudd noch über das Möhrenkommen und -verschwinden rätselt und den Hasen im Loch erspähen will, kommt der Hase aus einem zweiten Loch und gesellt sich zu ihm. Erst spät wird ihm klar, dass der vor ihm stehende, Möhren essende Zweibeiner ein Hase ist. Die Jagd beginnt, wenn auch nur kurz. Bald ist der Hase hinter Elmer und hält ihm die Augen zu und der Jäger kommt erst langsam darauf, wer ihm die Augen zuhält. Eine aufwändige Hasenfalle mit zentrierter Möhre fängt wenig später ein Stinktier, während der Hase um eine Möhre reicher ist.
Der Hase gibt Elmer Fudd eine letzte Chance: Er lässt ihn auf sich schießen. Der Jäger drückt ab und der Hase stirbt einen theatralischen Tod. Als sich Elmer Fudd Vorwürfe macht, ein Hasenmörder zu sein, springt der Hase auf, schenkt ihm eine Zigarre und hüpft davon. Elmer Fudd eilt beinahe irre aus dem Wald. Der Hase ist sich sicher, dass der Jäger verrückt ist, bläst auf seiner Möhre wie auf einer Flöte und verschwindet zwischen den Bäumen.

## Hintergrund
Der Film kam als Teil der Warner-Bros.-Trickfilmreihe Merrie Melodies am 27. Juli 1940 in die Kinos. Er ist der erste Film, in dem der offizielle Bugs Bunny auftritt. Seinen Namen erhielt Bugs Bunny bei seinem nächsten Filmauftritt in Chuck Jones’ Kurzfilm Kaninchenplage (Originaltitel: Elmer’s Pet Rabbit) aus dem Jahr 1941. In der englischsprachigen Originalversion wurden die Stimmen von Bugs Bunny und dem Stinktier von Mel Blanc gesprochen. Für Elmer Fudd sprach Arthur Q. Bryan. Eine deutschsprachige Version des Cartoons sendete die ARD unter dem Titel Die Hasenfalle, in der Elmer Fudd von Kurt Zips gesprochen wird. Eine weitere deutschsprachige Version des Films findet sich auf den VHS-Videokassetten Bugs Bunny und seine Feinde (1988) und Bugs Bunny – Das grösste Schlitzohr der Welt (1990) von Metro-Goldwyn-Mayer und United Artists, in der Bugs Bunny von Gerd Vespermann und Elmer Fudd von Willi Röbke gesprochen wird.
Bugs Bunny benutzte in diesem Film erstmals das geflügelte Wort What’s Up, Doc?.

## Auszeichnungen
Der Film wurde 1941 für einen Oscar in der Kategorie „Bester animierter Kurzfilm“ nominiert, konnte sich jedoch nicht gegen Die Milchstraße durchsetzen. Im selben Jahr erhielten Tex Avery und Rich Hogan für diesen Film eine Hugo-Award-Nominierung in der Kategorie „Best Dramatic Presentation – Short Form“.